# Punta del Sabre
La Punta del Sabre és una muntanya de 3.136 m d'altitud, amb una prominència de 24 m, que es troba al massís de Bachimala, al municipi de Chistén (Aragó).